# Cyperus pilosulus
Cyperus pilosulus är en halvgräsart som först beskrevs av Charles Baron Clarke, och fick sitt nu gällande namn av Karl Moritz Schumann och Georg Kükenthal. Cyperus pilosulus ingår i släktet papyrusar, och familjen halvgräs. Inga underarter finns listade i Catalogue of Life.